# Cảnh sát Bangladesh
Cảnh sát Bangladesh hay Công an Bangladesh (tiếng Bengal: বাংলাদেশ পুলিশ, tiếng Anh: Bangladesh Police, viết tắt: BP) là cơ quan thực thi pháp luật quốc gia của Bangladesh, hoạt động trực thuộc Bộ Nội vụ. Lực lượng này đóng một vai trò quan trọng trong việc duy trì hòa bình cũng như thực thi luật pháp và trật tự ở Bangladesh. Mặc dù cảnh sát chủ yếu quan tâm đến việc duy trì luật pháp, trật tự và an ninh cho người và tài sản của các cá nhân nhưng họ cũng đóng một vai trò lớn trong hệ thống tư pháp hình sự. Cảnh sát Bangladesh đóng một vai trò quan trọng trong Chiến tranh giải phóng Bangladesh.